# 테오츠나이데
〈테오츠나이데〉(手をつないで)는 2006년 6월 7일 발매된 윤하의 6번째 싱글이다. 애니메이션 《수왕성》의 엔딩 곡으로 사용되었다.

## 트랙 리스트
1. 手をつないで (테오츠나이데)
2. RockStar
3. homegirl
4. 手をつないで-instrumental- (테오츠나이데-instrumental-)